# ГЕС-ГАЕС Сент-Круа
ГЕС-ГАЕС Сент-Круа (фр. Sainte Croix) — гідроелектростанція на південному сході Франції. Знаходячись між ГЕС Chaudanne та ГЕС Quinson, входить до каскаду ГЕС на річці Вердон (ліва притока Дюрансу, який, своєю чергою, є лівою притокою Рони).
Для накопичення ресурсу на Вердоні звели бетонну аркову греблю висотою 95 метрів, довжиною 133 метри й товщиною від 3 до 7,5 метра, на спорудження якої знадобилось 55 тис. м3 матеріалу. Вона утримує водосховище із площею поверхні 22 км2 та об'ємом 761 млн м3, яке витягнулось між двома масивами Прованських Передальп — Prealpes de Digne на північному заході та Prealpes de Castellane на південному сході.
Машинний зал станції обладнано двома турбінами типу Френсіс загальною потужністю 132 МВт, які при напорі у 83 метри забезпечують річний виробіток на рівні 170 млн кВт·год. При цьому одна із турбін є оборотною, що дає змогу станції додатково працювати в режимі гідроакумуляції.
Управління роботою станції здійснюється із диспетчерського центру на ГЕС Сент-Тюль.